# William Birnbaum
William Birnbaum   (Lviv, 18 d'octubre de 1903 - Seattle, 15 de desembre de 2000) va ser un matemàtic estatunidenc d'origen polonès.

## Vida i Obra
Zygmund William Birnbaum va néixer a Lemberg quan aquesta ciutat polonesa pertanyia a l'Imperi Austrohongarès (actualment es diu Lviv i està a Ucraïna). Va ser escolaritzat a Lwów i Viena i el 1925 es va graduar en dret a la universitat de Lwów. Va exercir de dret durant un any, però durant aquest temps va reprendre els seus estudis de matemàtiques amb Hugo Steinhaus i Stefan Banach, entre d'altres, a la mateixa universitat de Lviv. Va rebre el doctorat el 1929, amb Steinhaus com a tutor de tesi. A continuació va estar dos cursos a la universitat de Göttingen ampliant estudis i especialitzant-se en estadística sota la direcció de Felix Bernstein.
El 1931 va obtenir un lloc com actuari d'assegurances a la Companyia d'Assegurances de Vida Pheniks a Viena i un any després va tornar a Lwów com actuari en cap de la filial polonesa de la companyia. El 1936 l'empresa va fer fallida i el 1937 va emigrar als Estats Units. Després de dos anys a la universitat de Nova York, el 1939 va acceptar una posició a la universitat de Washington en la qual va romandre fins a la seva retirada el 1974.
Birnbaum va tenir un paper destacat en el desenvolupament de l'estadística als Estats Units. A més de les seves tasques a la universitat, va ser consultor d'empreses importants d'aviació, com Boeing, McDonnell Douglas o Rockwell, i del Centre Nacional d'Estadística Sanitària.
En el camp de l'estadística, va fer treballs pioners sobre mesura de la fiabilitat amb importants aplicacions en l'estudi de la fatiga dels materials. També va fer contribucions originals a l'anàlisi funcional (com per exemple els espais Birnbaum-Orlicz) i a l'estudi de les distribucions de probabilitat.